# Diplosmittia harrisoni
Diplosmittia harrisoni är en tvåvingeart som beskrevs av Ole Anton Saether 1981. Diplosmittia harrisoni ingår i släktet Diplosmittia och familjen fjädermyggor. Inga underarter finns listade i Catalogue of Life.